# Csemniczky család
Csemniczky család egy Liptó vármegyei ősi nemesi család.

## Családtörténet
Ősi birtokadományos család. Első ismert őse Zemche (máshol Zeuche), akinek három fia, Márton, Bene és Móric meglévő birtokukért 1287. március 23-án csereadományba kapta a Kispalugya határából kihasított földrészt. Bene és Móric (Márton) 1317-ben birtokaikon megosztoztak, és ki-ki a saját birtokain községet alapított. Így alapította Bene Benefalvát, és az ő leszármazottjai lettek a Beniczkyek, míg Móric, a Csemiczkyek őse alapította Csemeházát (későbbi nevén Csemic, 1970-ben a Liptovská Mara víztározó feltöltésekor elárasztották a Vág folyó vizével, területe ma Liptószentmiklóshoz tartozik), ahonnan a család a nevét kapta. A család napjainkig bírja az ősi földet. Egy ág Csemniczkynek írja magát, sőt egy időben a Liptó vármegyében élők is így írták nevüket. Az 1583. évi megyei összeírásban Csemicen a család birtoktalan tagjai laknak. Hliniken Csemiczky Benedek birtokos. Ez a Benedek felesége Hliniczky Anna révén lett birtokos Hliniken, melyre a Hliniczky család ezen női ágának kihaltával 1590-ben adományt is kapott. A Hliniczky család többi ágán továbbra is birtokolta Berezót, Kardost és Szentmária (Liptovská Mara) településeket és birtokait.
1710-ben összeírták a Rákóczi-szabadságharcban részt vett Csemiczky Péter, Márton és Sándor ingó és ingatlan vagyonát. Utóbb a család tagjai több vármegyébe is elszármaztak. Így 1727. február 23-án Csemniczky Sándor nemesi bizonyítványt kapott Liptó vármegyétől, amelyet Nyitra vármegyében hirdettek ki. Utódai alkotják a Nyitra megyei ágat. Liptó vármegye később is nemesi bizonyítványokat adott, így 1807-ben Csemniczky Ferenc ügyvédnek, akinek apja szintén Ferenc, a nagyapja Sándor, továbbá 1825-ben Csemiczky Imre főhadnagynak, aki Mihály fia és Mátyás unokája, aki Mártonnak a fia, aki Jánosnak a fia, aki Mátyásnak a fia, aki idősebb Mátyásnak fia, aki Benedeknek a fia, aki Miklósnak a fia, Györgynek a fia. A 18. század végén a család Hliniken, Izsépfalván és Gálfalván volt birtokos. A magyar királyi belügyminiszter a család nemességét Liptó megyében mind Csemiczky, mind Csemniczky alakban igazolta.
A család egyik ágának részletes történetét Csemiczky János, a költő írta meg, ami e század közepén Csemiczky Aladár birtokában Csemiczen volt a családi levéltárral együtt. A gömöri ág iratainak egy részét a gömöri múzeumban őrzik.

## Családi címer leírása
Címer: ezüsttel és arannyal vágott pajzsban felül a vágási vonalon balra fordult torkán balról jövő nyíllal átütött, kiterjesztett szárnyú fekete sas, alul három zöld levelű, vörös rózsaszál. Sisakdísz: koronán álló pajzsbeli sas. Takarók: kék-arany, vörös-ezüst.

## Írók, művészek
Liptó vármegyében székelő ágból Csemiczky János, mint alkalmi latin versek szerzője, Sándor pedig mint a „XVIII. század utolsó tizedének gyászos alkonya” Kassa, 1838 című könyv szerzője ismeretes.